# Museo Oro del Perú

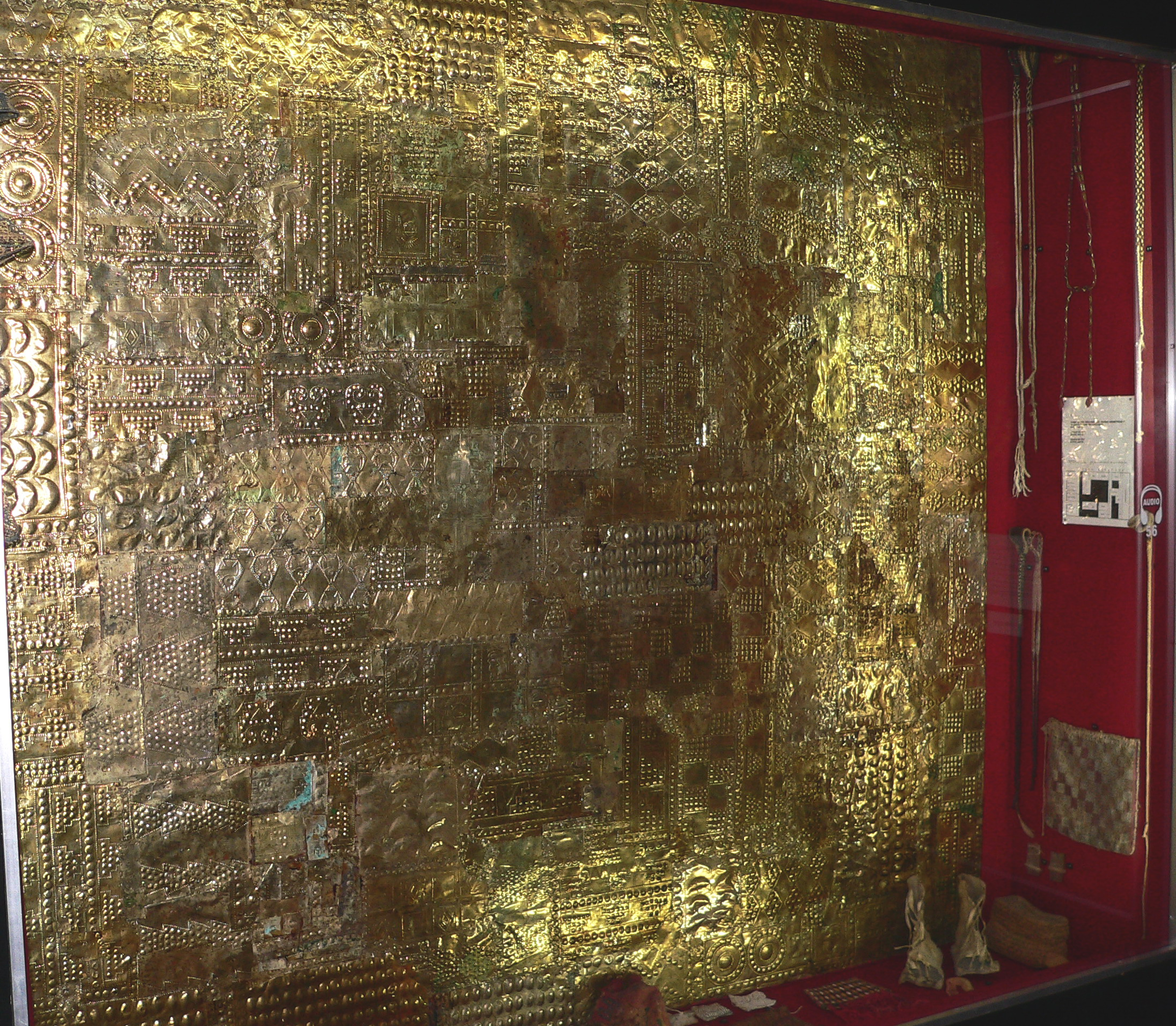
Väggplåt av guld för inklädnad av vägg. Inkariket.

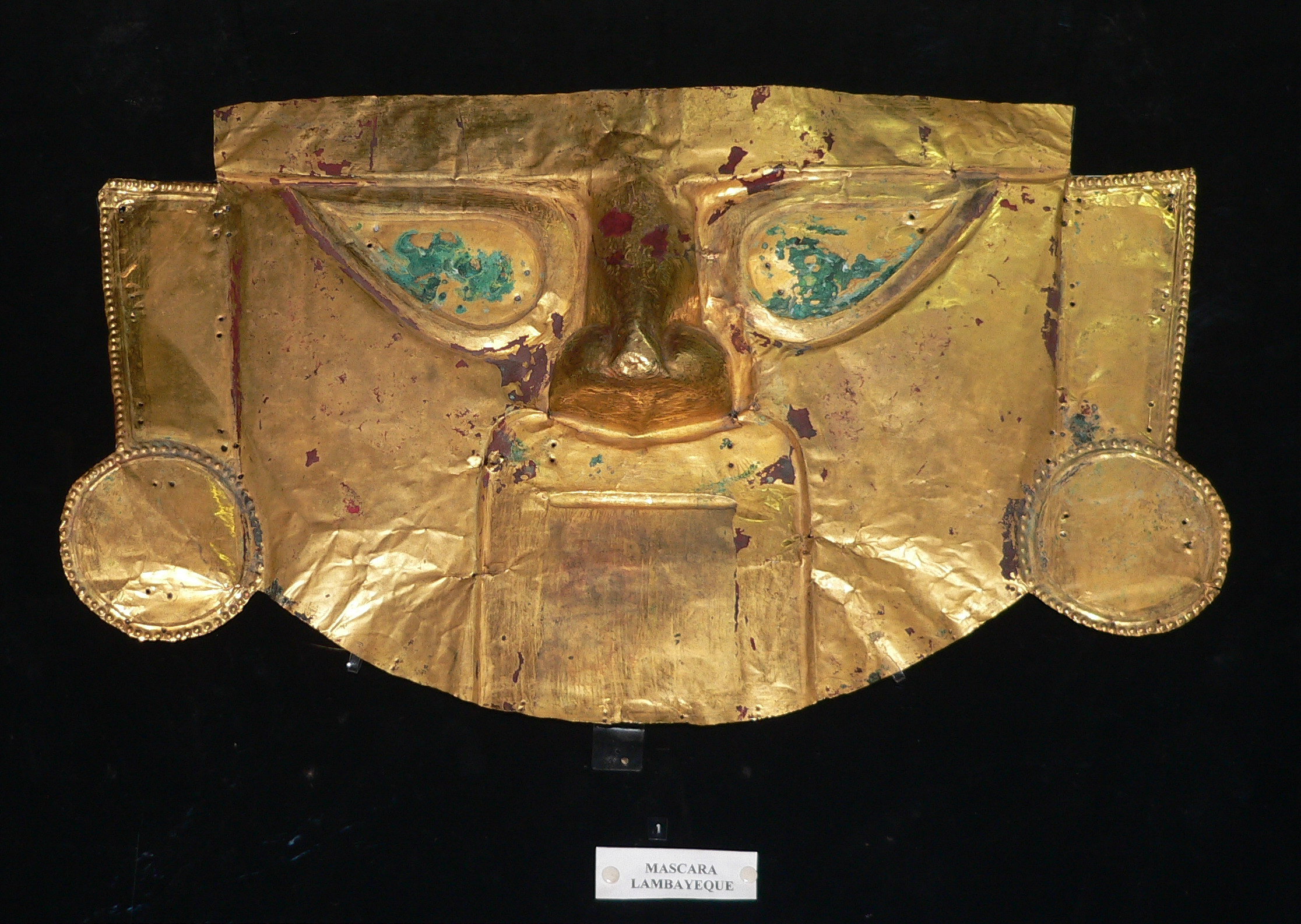
Guldmask från Lambayeque, Peru

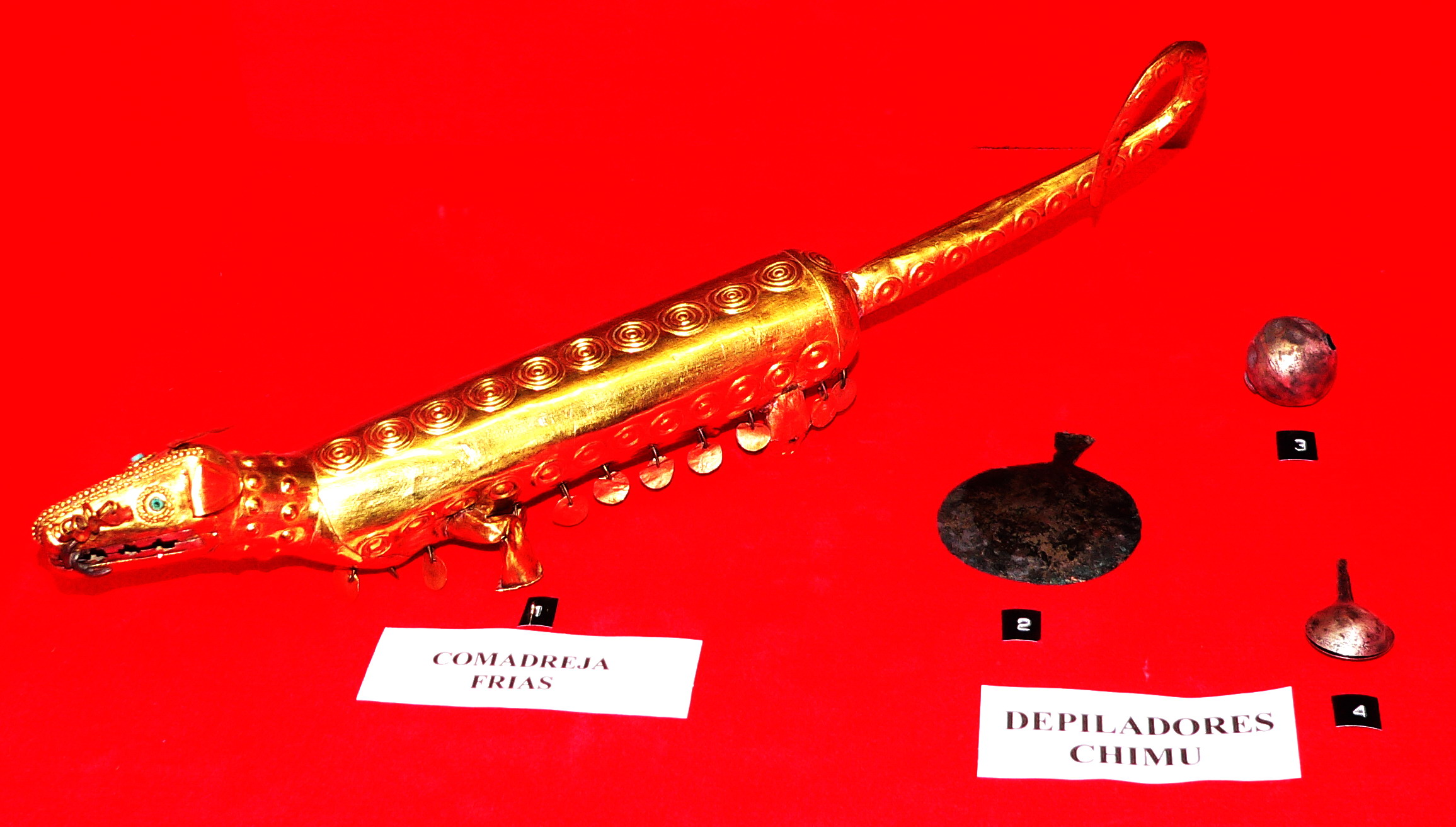
Vessla av guld, Frías-kulturen, Peru

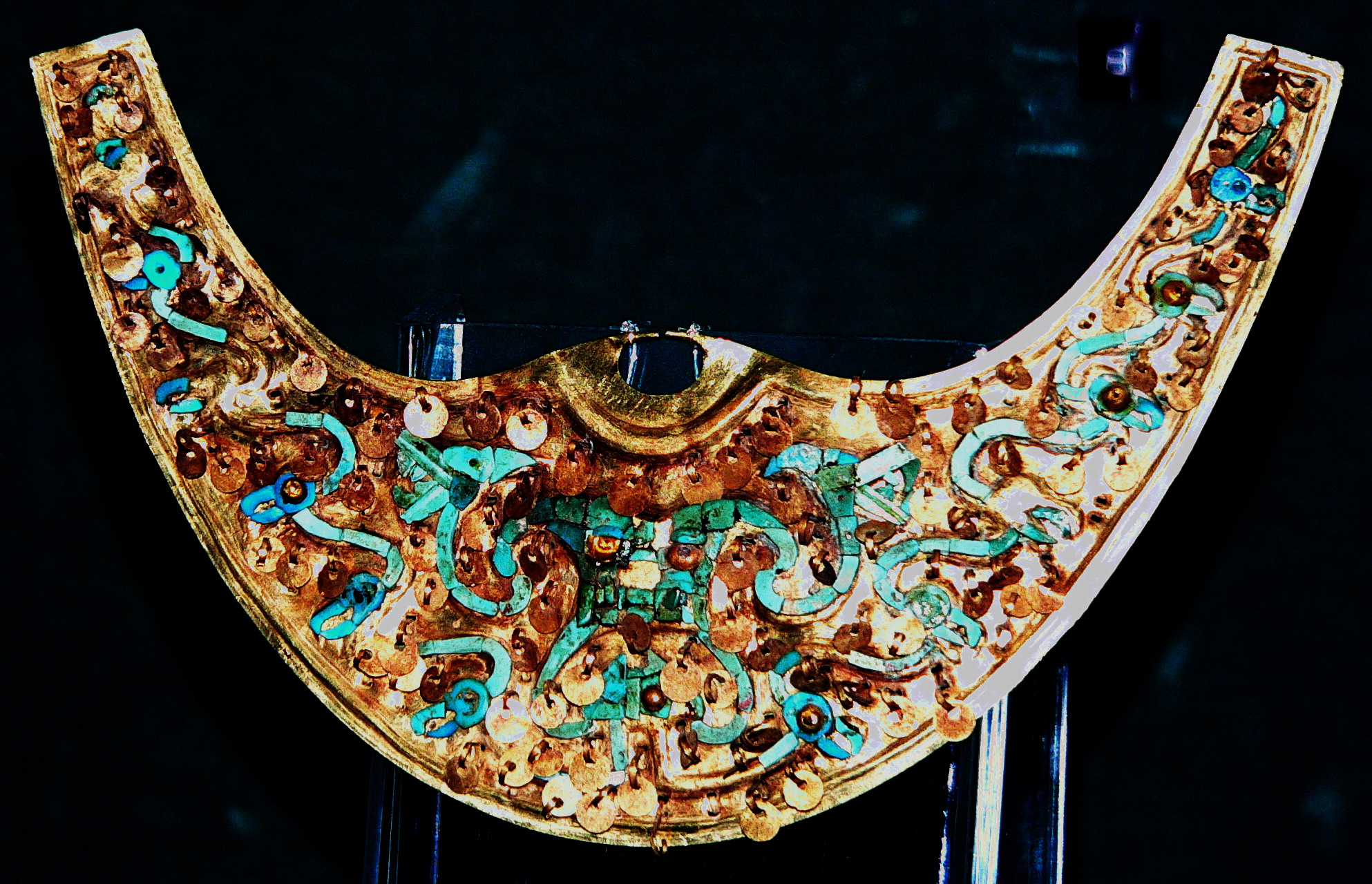
Näsprydnad (Nariguera), Moche.

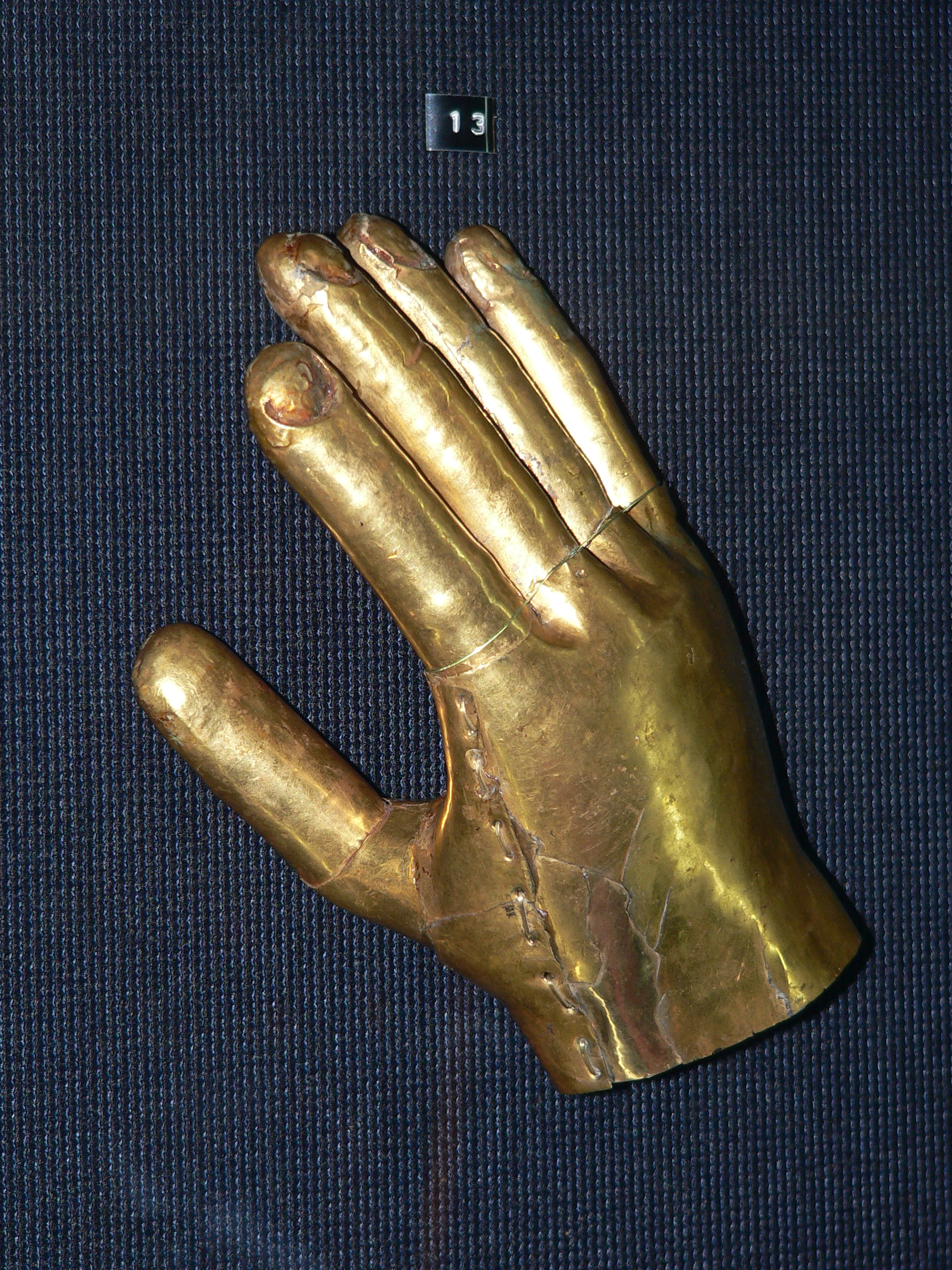
Handske av guld, Lambayeque

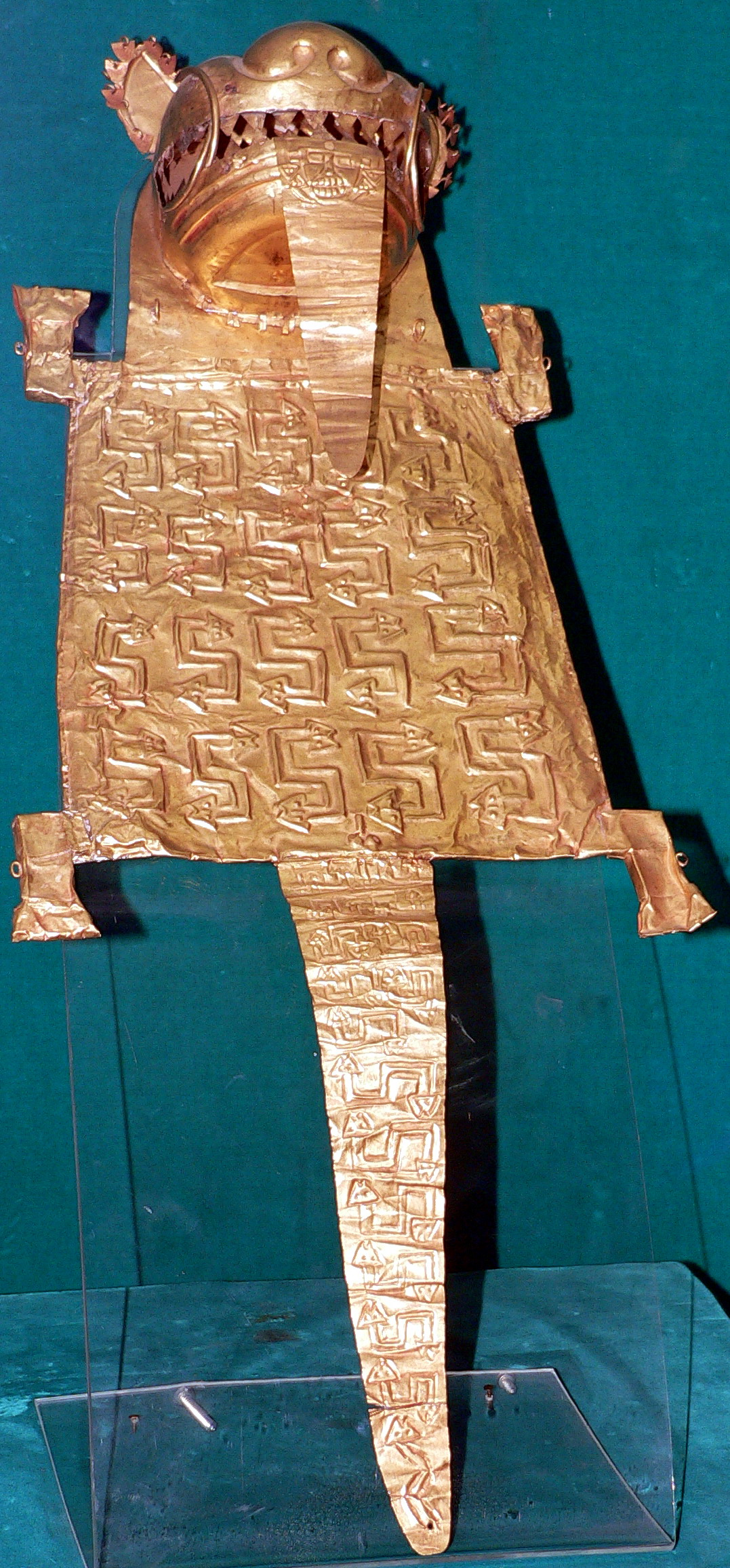
Ceremoniellt guldföremål från Frías-kulturen

Museo Oro del Perú (”Perus guldmuseum”) ligger i Lima, Peru. Det skapades på 1960-talet av Miguel Mujica Gallo, som ett resultat av den privata samling han byggt upp under hela sitt liv. Museet drivs nu av en stiftelse som bär hans namn och även sköter hans skapelse vars fullständiga namn lyder: Museo Oro del Perú y Armas del Mundo (”Perus guldmuseum och museet för vapen från hela världen”). Museet ligger i Santiago de Surco-distriktet. 

## Donation till staten
Museet skänktes till peruanska staten av dess upphovsman och administreras nu av Fundación Miguel Mujica Gallo. För närvarande leds stiftelsen av Victoria Mujica Diez Canseco.
Genom att donera samlingen till den peruanska staten har Miguel Mujica Gallo kunnat förhindra att den värdefulla samlingen exporterades och kulturarvet förlorades för alltid, och kanske smältas ner eller spridas ut efter hans död.
Byggnaden i två våningar som innehåller denna samling är uppförd i armerad betong och inträdet sker via ett säkerhetsvalv, som liknar ett kassaskåp på en bank.

## Guldsamlingen
Antalet guldföremål uppgår till totalt mer än sju tusen föremål. Samlingen, som ger exempel på en rad olika kulturyttringar, innehåller föremål i olika material som värdefulla metaller som guld, silver, några föremål av platina, textilier, keramik, mumier, begravningsmantlar och andra värdefulla objekt.
Föremålen ger en allmän föreställning om vad de spanska conquistadorerna stötte på när de kom till landet, ett möte mellan olika två kulturer, där den ena mest värderade själva ädelmetallen som värdeföremål och den andra som mer värdesatte själva arbetet med att tillverka objektet, men även använde de ädla metallerna för religiösa ändamål, för att visa makt och status, som verktyg eller som en del av klädedräkten och dess utstyrsel.
De föremål som är utställda i museet har huvudsakligen upptäckts eller hittats under den republikanska eran och vid något senare tillfälle förvärvats av Miguel Mujica Gallo. Genom föremålan har man fått kunskap inte bara om framstegen inom metallurgi, utan också om traditioner, religiösa föreställningar och det liv man levde i den tidigare kulturen.
Guld och silver hade en komplex religiös symbolisk magi i alla peruanska kulturer. I de kulturer som föregick Inka stod dessa metaller för en konstant dualitet sol-måne, natt-dag, femininum-maskulinum. I Inkariket representerade solguden eller Inti den gudomliga suveränitet på det gudomliga planet och mångudinnan Mama Luna, även kallad Mama Quilla, var Intis maka, mor till himlen. I soltemplet dyrkades gudarna en särskild prästorden.
Den form metallerna gavs visade den angivna hierarkin och kraften hos dem som använde dem i sitt liv och likaväl den betydelse som tillkom dem på deras begravningar.
Forntidens peruaner hade utvecklat tekniker som var okända för européerna, såsom att förgylla eller försilvra metallytor.
Flera av de kulturer som föregick Inka arbetade med guld- och silversmide, även om endast fyra av dem nådde hög nivå. De kulturer som framträder enligt denna klassificering är  Vicus, Moche,  Lambayeque och Chimú som utvecklades längs Perus norra kust. Efter dessa kulturer, framträder Inkariket, som var den kultur som var mest rik på metallföremål i guld och silver och som uppvisade hög kvalitet och utförande.
| ” | I det magnifika templet Coricancha (Cusco) fanns det en solid guldskiva stor som ett vagnshjul och som representerade solguden, avgudar av guld i naturlig storlek utformade som mänskliga figurer med guld- och silverflammor även de i naturlig storlek, och otaliga plåtar i samma metall som täckte väggarna i templet. | „ |

## Vapenmuseet

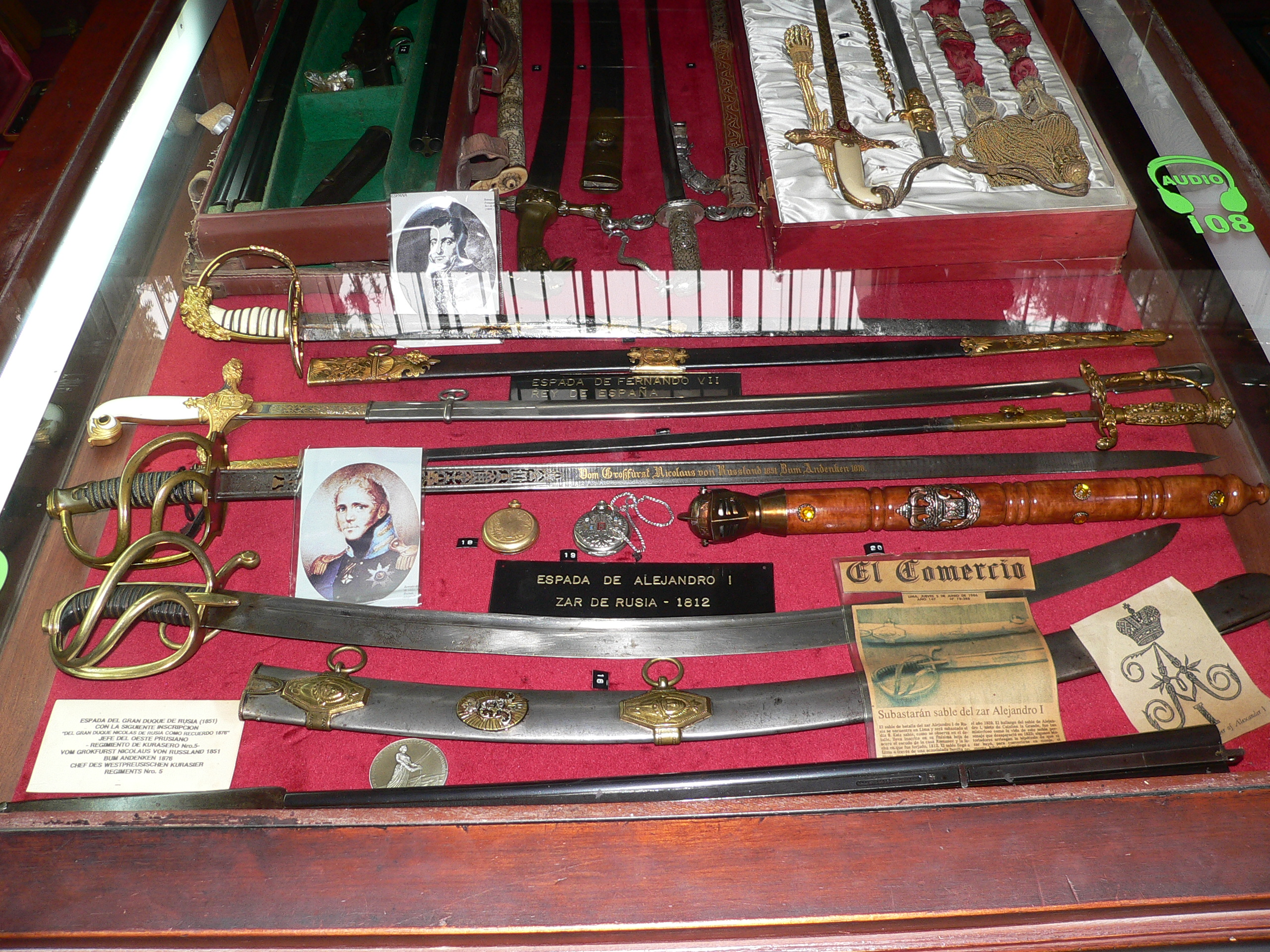
Sabel tillhörande Alexander I, tsar i Ryssland och svärd tillhörande Ferdinand VII, kung av Spanien

Miguel Mujica Gallo samlade också under sina oräkneliga resor utomlands olika vapen från hela världen, det äldsta är från 1200-talet f.Kr. Han var en vanlig köpare på alla stora auktioner runt om i världen.
Tjugotusen vapen från alla tider och länder ställs ut i museet. Vapnens kvantitet, kvalitet, och bevarandeskick samt de berömda ursprungliga innehavarna av vapnen gör att museet kan betraktas som ett av världens främsta i denna genre.
I sina miljöer visas krigsuniformer, hästutrustning, vapen, sporrar och andra föremål från epoker och personer i historien under mer än tretusentrehundra år. 

### Fotnoter
1. ↑  Victoria Mujica, citat från historiskt dokument i Archivo de Indias